# Palpita aureolina
Palpita aureolina es una especie de polillas perteneciente a la familia Crambidae descrita por Hiroshi Inoue en 1997. 
Se encuentra en la isla de Célebes en Indonesia.